# Ligne de Charleville-Mézières à Hirson (par Auvillers)
Cette ligne est la première liaison entre Charleville-Mézières et Hirson. Elle était empruntée par les trains qui effectuaient la relation entre Lille et Charleville-Mézières. Les trains qui desservaient la gare d'Hirson devaient y rebrousser. Cette ligne avait un très mauvais profil, ce qui a entraîné la construction d'une déviation entre Tournes et Auvillers-les-Forges avec des déclivités moins accentuées.
La construction de la ligne de Liart à Tournes en 1906 mettra fin à l'emprunt de cet itinéraire et évitera le rebroussement en gare d'Hirson.
Elle constitue la ligne 223 000 du réseau ferré national (221 000 pour la ligne de déviation Tournes – Auvillers).

## Historique
Concession :
La ligne est concédée à titre éventuel à la Compagnie des chemins de fer de l'Est par une convention signée les 24 juillet 1858 et 11 juin 1859 entre le ministre des Travaux Publics et la compagnie. Cette convention est approuvée par décret impérial le 11 juin 1859. La ligne est déclarée d'utilité publique par décret impérial le 6 juillet 1862, rendant ainsi la concession définitive.
La pose d'une deuxième voie ainsi que le dédoublement de la ligne entre Tournes et Auvillers sont déclarés d'utilité publique par un décret le 18 septembre 1882.
Dates d'ouverture :
- De Charleville-Mézières à Signy-le-Petit, le 15 mai 1869[5].
- De Signy-le-Petit à Hirson (et à Anor), le 8 novembre 1869[5].
- De Tournes à Auvillers (déviation), le 29 mai 1884[5].

Fermeture aux trafic voyageurs :
- De Tournes à Hirson, le 28 avril 1952[5].
- De Tournes à Auvillers (déviation), le 15 mars 1933[5].

Fermeture au trafic fret :
- De Tournes à Auvillers, le 1er juin 1989[6].
- D'Auvillers à Signy-le-Petit, le 29 octobre 1971[5].[à vérifier]
- De Signy-le-Petit à Saint-Michel-Sougland, le 3 avril 1972[5].
- De Saint-Michel-Sougland à Hirson, en septembre 1987[7].
- De Tournes à Auvillers (déviation), le 3 juin 1956[5].

Déclassement :
- De Tournes à Auvillers (par Laval-Morency, PK 2,413 à 20,442), le 13 février 1964[8].
- D'Auvillers à Signy-le-Petit (PK 174,440 à 180,570), le 26 juillet 1969[9].[à vérifier]
- De Signy-le-Petit à Saint-Michel-Sougland (PK 180,570 à 193,700), le 24 février 1975[10]
- La section entre Saint-Michel-Sougland et Hirson est officiellement fermée en septembre 1987. Elle est retranchée du réseau ferroviaire et déclassé (PK 193,700 à 197,610) par un décret du 20 septembre 1991 pour l'extension des installations d'une entreprise[7].
- De Tournes à Auvillers (par Rimogne, PK 152,625 à 174,440), le 18 septembre 1992[6].

## Description de la ligne

### Caractéristiques
Le profil est mauvais entre Tournes et Auvillers avec des déclivités maximum de 15 mm/m. La ligne de déviation avait des déclivités maximum de 8 mm/m. La vitesse actuelle des trains est limitée à 120 km/h entre Charleville-Mézières et Tournes.

### Infrastructure
Le tronçon de Charleville-Mézières à Tournes, toujours exploité, à double voie, a été électrifié en 25kv - 50Hz (mise sous tension le 2 juillet 1954, ainsi que la Hirson et le raccordement de Charleville). Il est équipé du block automatique lumineux (BAL), du contrôle de vitesse par balises (KVB) ainsi que de la radio sol-train (système GSM-R)
Ce tronçon se poursuit vers Hirson par l'itinéraire transitant par Liart.
Le tronçon d'origine entre Tournes et Hirson, était à voie unique, ainsi que la ligne de déviation.

## Matériel roulant ayant circulé sur la ligne
- Locomotives électriques de la série BB 12000.
- Locomotives électriques de la série CC 14000.

## Exploitation et trafic
La ligne est un segment de la transversale Nord-Est, un axe majeur du réseau ferré national, qui relie Calais, Lille à Thionville, Metz et Strasbourg. Elle a connu un trafic fret intense pour alimenter la sidérurgie lorraine depuis les charbonnages du nord et pour exporter ensuite ses produits, trafic qui a largement diminué depuis le déclin de ces industries, mais qui reprend depuis qu'il est "corridor ferroviaire européen".

## Galeries photos

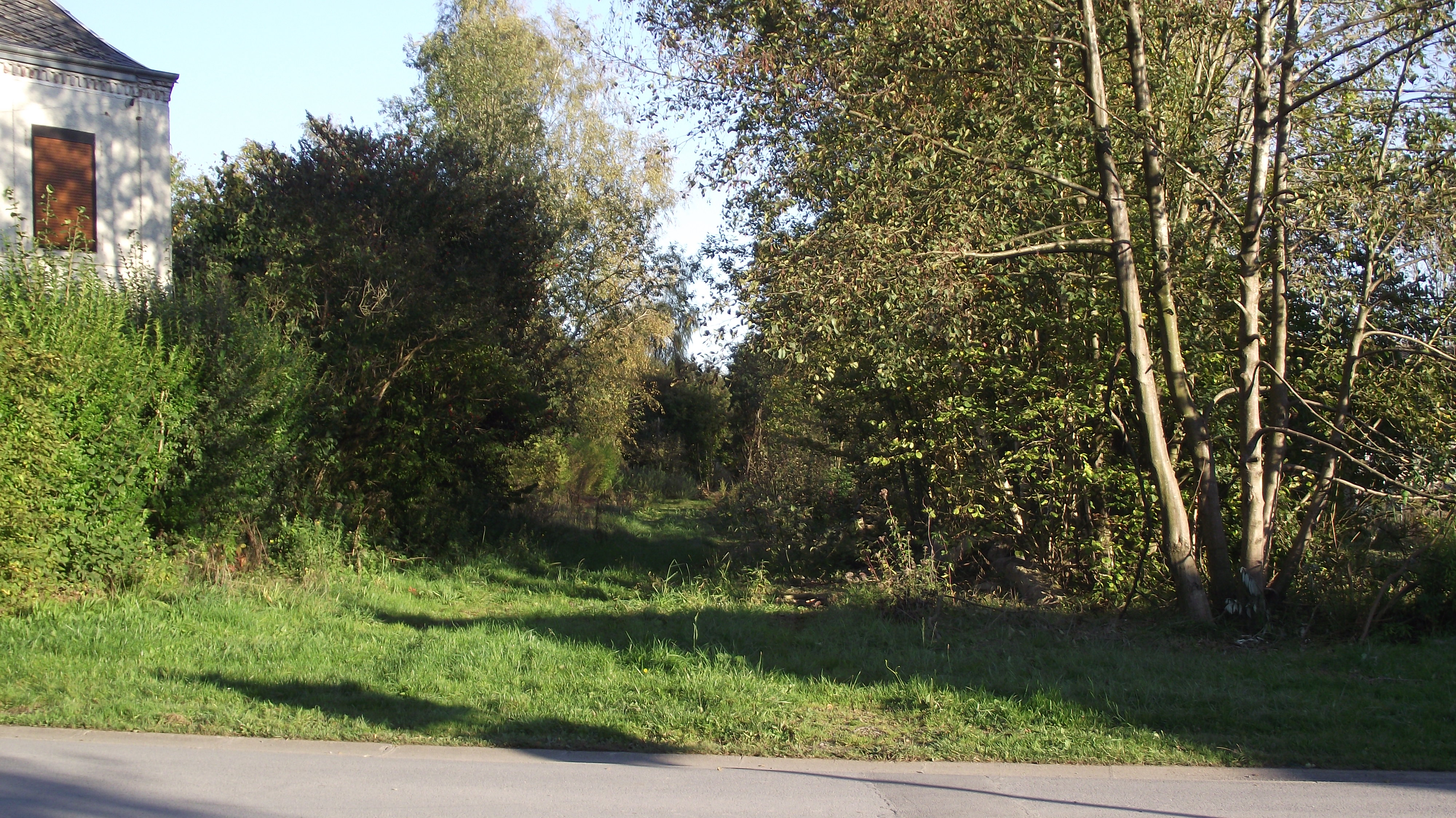
Vue de l'ancienne ligne vers Charleville
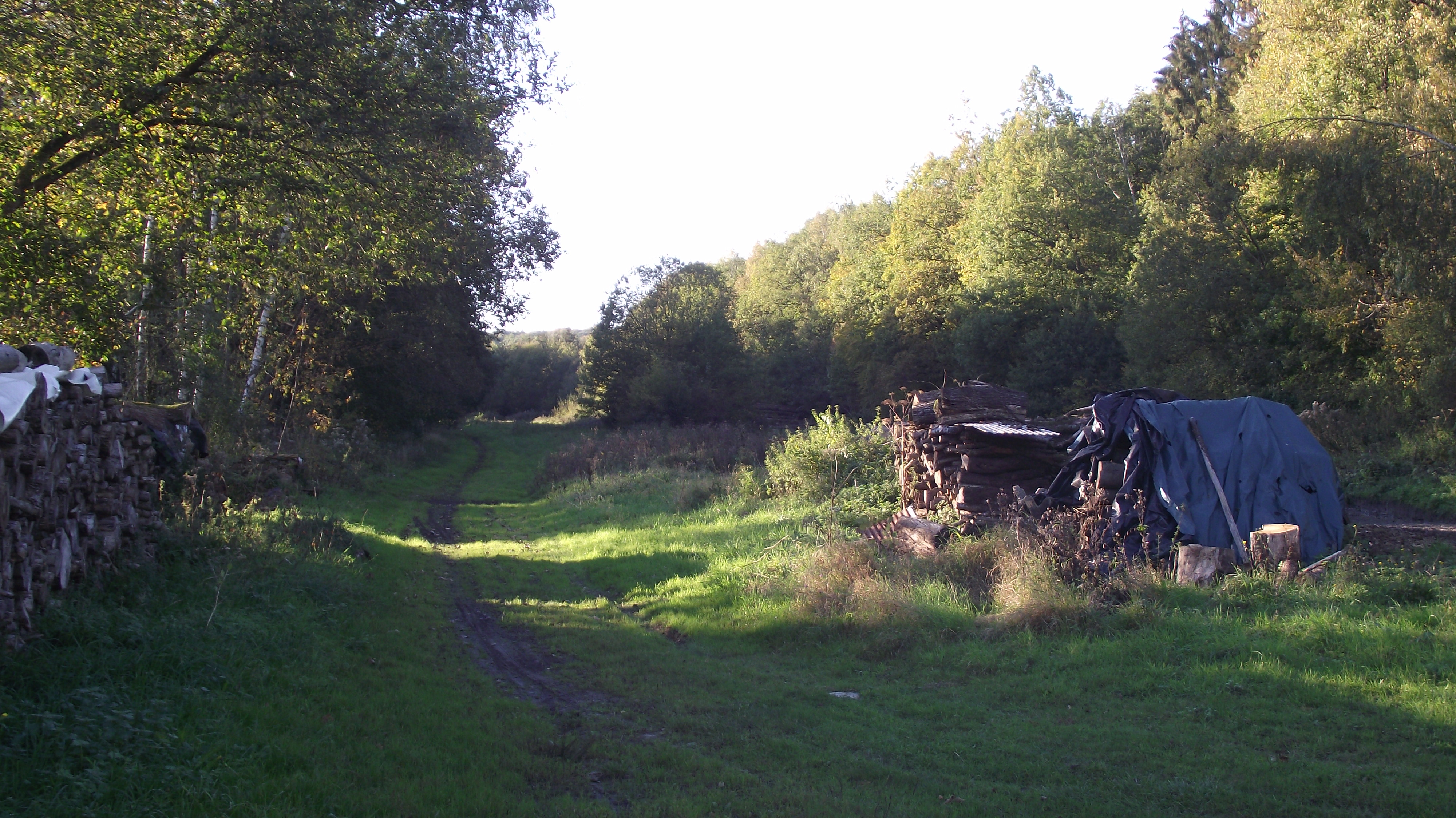
Ancienne gare de Tremblois-lès-Rocroi
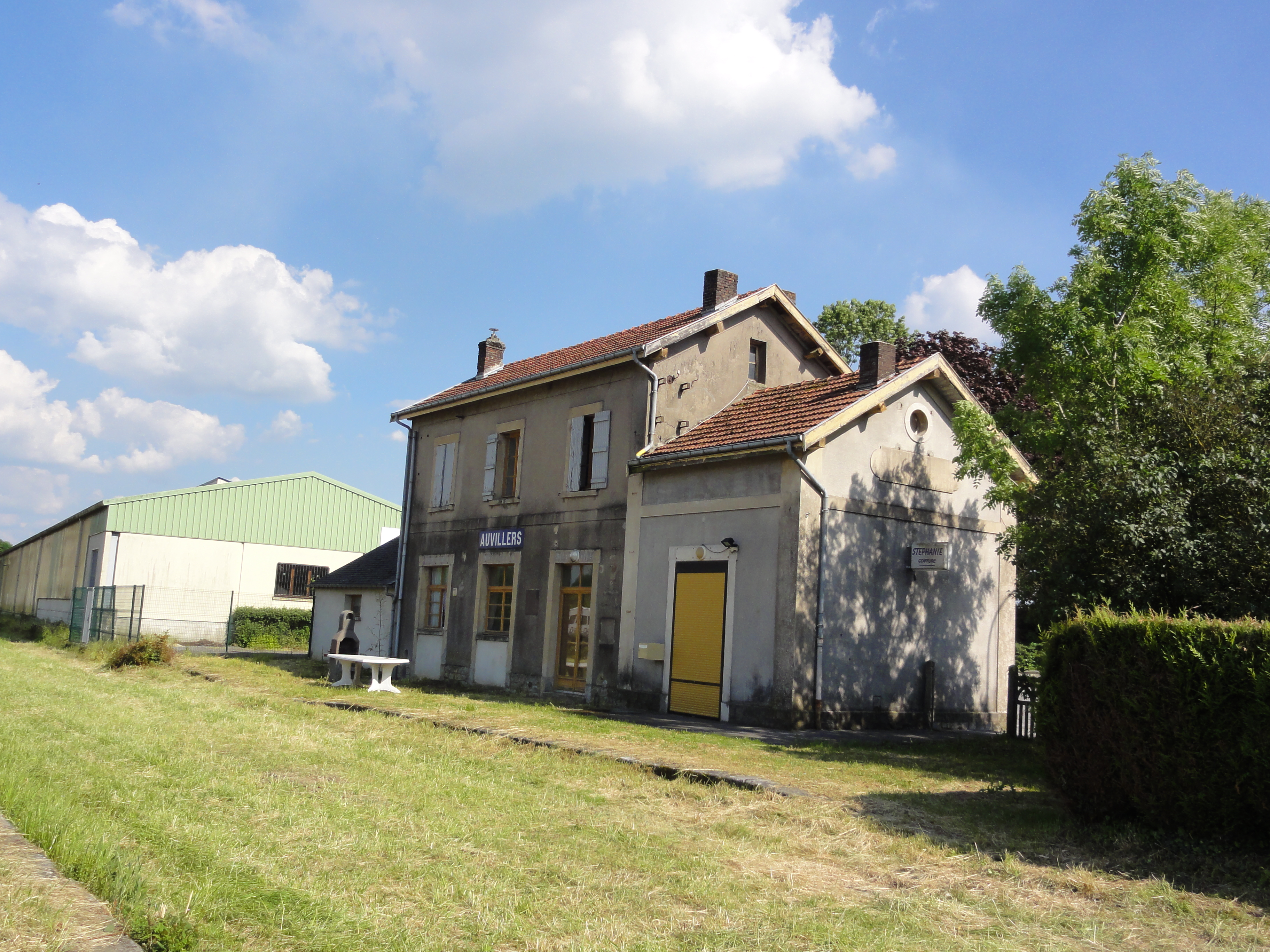
Ancienne gare d'Auvillers